# José María Sepúlveda
José María Sepúlveda Galindo (Curicó, 25 de agosto de 1917-Santiago, 9 de octubre de 1988) fue un policía y político chileno. Se desempeñó como general director de Carabineros de Chile, desde el 3 de noviembre de 1970 hasta el 11 de septiembre de 1973, fecha en que fue destituido y apresado debido al golpe del Estado que derrocó al presidente de la República Salvador Allende. También, ejerció simultáneamente como ministro de Tierras y Colonización, desde el 9 de agosto de 1973 hasta el golpe de Estado.

## Carrera policial
Nació en Curicó el 25 de agosto de 1917. Ingresó como aspirante a oficial a la Escuela de Carabineros de Chile en 1936.
Luego de pasar por diferentes grados, en 1965 fue nombrado como director de la Escuela de Carabineros, y en 1967 fue ascendido a general.
Con la llegada de Salvador Allende a la presidencia el 3 de noviembre de 1970, fue nombrado como general director de Carabineros. En 1971 fue declarado «hijo ilustre» por la Municipalidad de Curicó, y condecorado con la Orden del Mérito de la Guardia Civil del Perú.
Producto de la crisis social y política del país, Allende convocó un gabinete de gobierno cívico-militar para tratar de normalizar la situación, siendo ministros varios integrantes de las fuerzas armadas. El 9 de agosto de 1973 fue nombrado como ministro de Tierras y Colonización, y durante el golpe de Estado del 11 de septiembre de ese año se encontraba en el Palacio de La Moneda, negándose a renunciar al cargo por orden del autoproclamado general director César Mendoza. Finalmente fue destituido, apresado y dado de baja al asumir la Junta Militar de Gobierno, terminando así su carrera ante la obligación del régimen.
Alejado de toda actividad relacionada con la vida policial y política, falleció el 9 de octubre de 1988 en Santiago de Chile, a los 71 años de edad, poco antes del retorno a la democracia.

### Historial militar
Su historial de ascensos en Carabineros de Chile fue el siguiente:
- 1936: Aspirante a oficial
- 1938: Subteniente
- 1940: Teniente
- 1950: Capitán
- 1957: Mayor
- 1961: Teniente coronel
- 1964: Coronel
- 1967: General subinspector
- 1968: General inspector
- 1970: General director